# Madagaskarstjärna
Madagaskarstjärna (Angraecum sesquipedale) är en växt inom familjen orkidéer. Kommer ursprungligen från Madagaskar. Blommorna är vita och vaxartade och har en sporre som är 30-40 cm lång och fylld med nektar längst ner. Någon gång på 1800-talet då Darwin upptäckte denna växt så konstaterade han att det måste finnas en fjäril med en mycket lång sugsabel som pollinerar dess blomma. 1903 upptäckte man en sådan fjäril, en svärmare som gavs namnet Xanthopan morganii ssp. praedicta. Praedicta betyder just den förutsagda och hänvisar till det Darwin förutsade.
Madagaskarstjärna pollineras nattetid, men ännu har ingen lyckats studera detta. Ett projekt, som dagens forskare driver just för att dokumentera detta, har pågått en längre tid vid Uppsala universitet.